# El Cuervo de Sevilla
El Cuervo de Sevilla est une commune située dans la province de Séville de la communauté autonome d’Andalousie en Espagne.

## Géographie

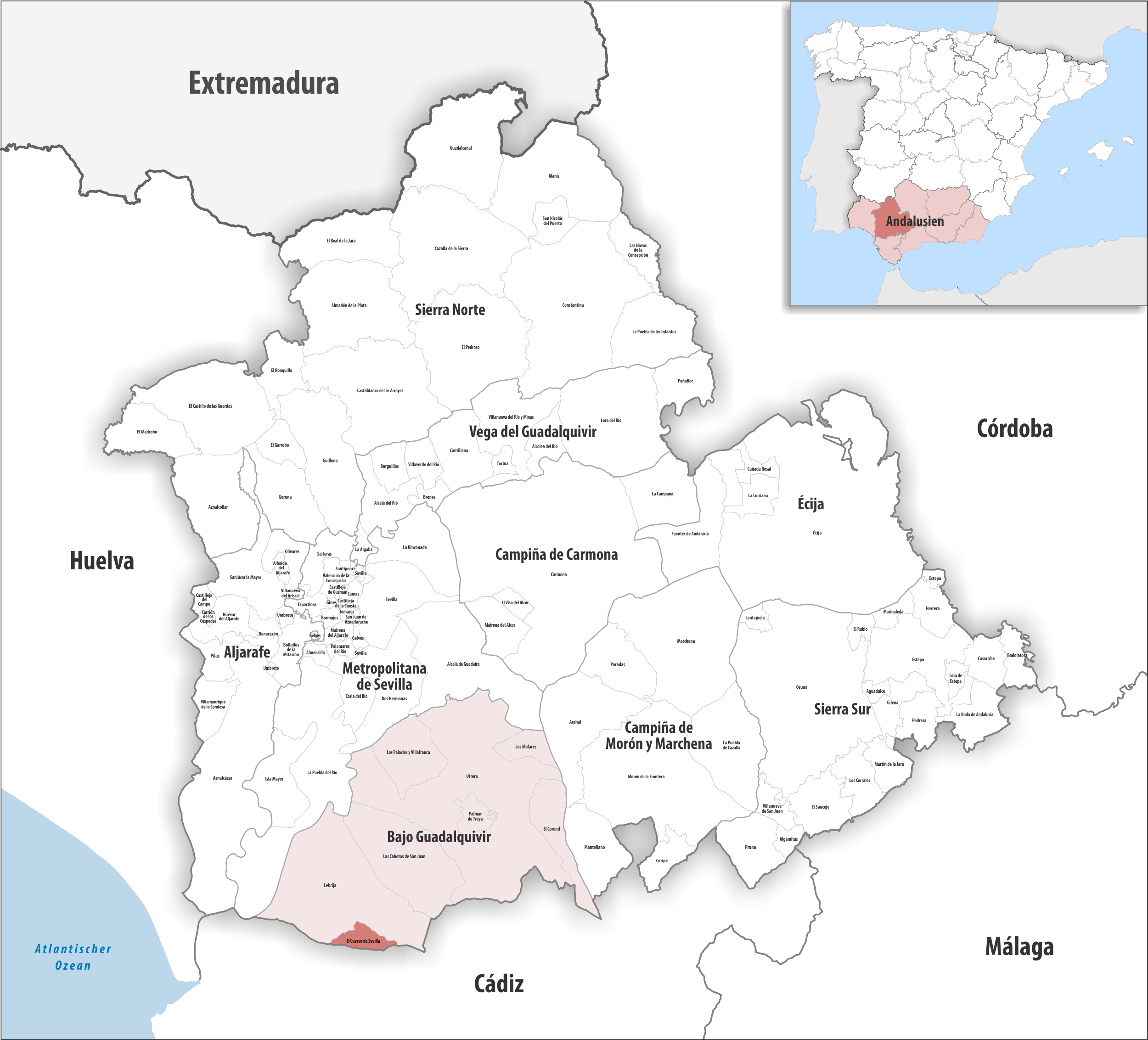
El Cuervo de Sevilla dans la province de Séville / en Andalousie

### Localisation
La commune de El Cuervo de Sevilla est dans le sud de la comarque du Bas Guadalquivir et le sud de la province de Séville (Andalousie). Elle jouxte la province de Cadix au sud.
Séville est à 69 km nord, 
Cadix à 54 km sud-sud-ouest, 
Jerez de la Frontera à 24 km sud-sud-ouest, 
Gibraltar à 136 km sud-est.

## Administration
| Période                                  | Période | Identité | Étiquette | Qualité |
| ---------------------------------------- | ------- | -------- | --------- | ------- |
| N/A                                      | N/A     | N/A      | N/A       | Maire   |
| Les données manquantes sont à compléter. |         |          |           |         |